# Stolperstein in Neustadt in Holstein

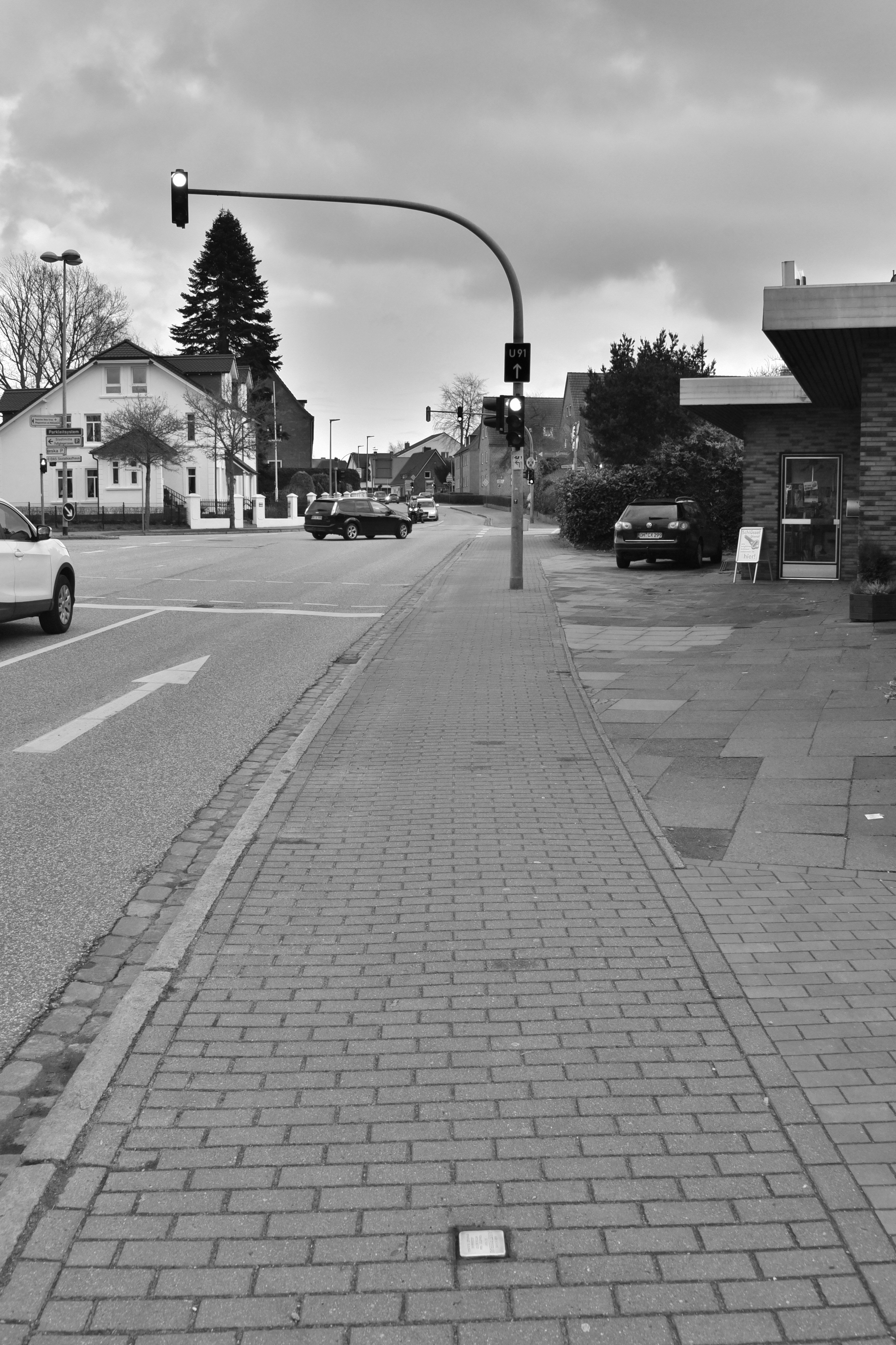
Stolperstein für August Roßburg

Der Stolperstein in Neustadt in Holstein ist August Heinrich Roßburg gewidmet. Stolpersteine werden vom Kölner Künstler Gunter Demnig in weiten Teilen Europas verlegt. Sie erinnern an das Schicksal der Menschen, die von den Nationalsozialisten ermordet, deportiert, vertrieben oder in den Suizid getrieben wurden und liegen im Regelfall vor dem letzten selbstgewählten Wohnsitz des Opfers.
Der bislang einzige Stolperstein von Neustadt in Holstein wurde im März 2012 vom Künstler persönlich verlegt.

## Stolperstein
| Stolperstein | Inschrift                                                                                       | Standort             | Name, Leben |
| ------------ | ----------------------------------------------------------------------------------------------- | -------------------- | --- |
|              | HIER WOHNTE AUGUST ROSSBURG JG. 1881 VERHAFTET 1944 AKTION GITTER NEUENGAMME ERMORDET 19.1.1945 | Waschgrabenallee 1 · | August Heinrich Roßburg wurde 1881 geboren. Er war von 1920 bis 1924 ehrenamtlicher Stadtverordneter der SPD. Er wurde im Rahmen der Aktion Gitter im August 1944 verhaftet und ins KZ Neuengamme deportiert. August Roßburg wurde dort am 19. Januar 1945 ermordet. Als Todesursache wurde eine Darmerkrankung angegeben. |

## Verlegung
Die Verlegung erfolgte auf Initiative der Geschichtswerkstatt Neustadt. Am Tag zuvor hatte der Künstler Gunter Demnig im Rathaus auch einen Vortrag zu den Stolpersteinen gehalten.